# Haworthiopsis fasciata
Haworthiopsis fasciata, anteriormente Haworthia fasciata, es una especie suculenta perteneciente a la familia Asphodelaceae
Proviene de origen sudafricano 
Riego:Moderado una vez cada 10 días
Interior:Cerca de ventana
Exterior:Media sombra
"No soporta heladas"

## Descripción
Planta suculenta, normalmente no supera los 15 cm de altura. Forma una roseta basal, acaule. Las hojas son triangulares, incurvadas, con el ápice terminado en una espina no aguda; de color verde oscuro con franjas estrechas crestadas blancas, solo en la cara externa. La inflorescencia es un tallo de unos 30 cm de largo, simple u ocasionalmente compuesto con las flores agrupadas en la punta. Estas son pequeñas, tubulares, de color blanco verdoso. Los tépalos están fusionados, con los inferiores internos revolutos.
Esta especie es muy similar a H. attenuata, sin embargo se puede distinguir de ella por la superficie lisa de la cara interna de las hojas, son más gruesas, deltoides, y más curvadas. Otra de las características es su fibrosidad.

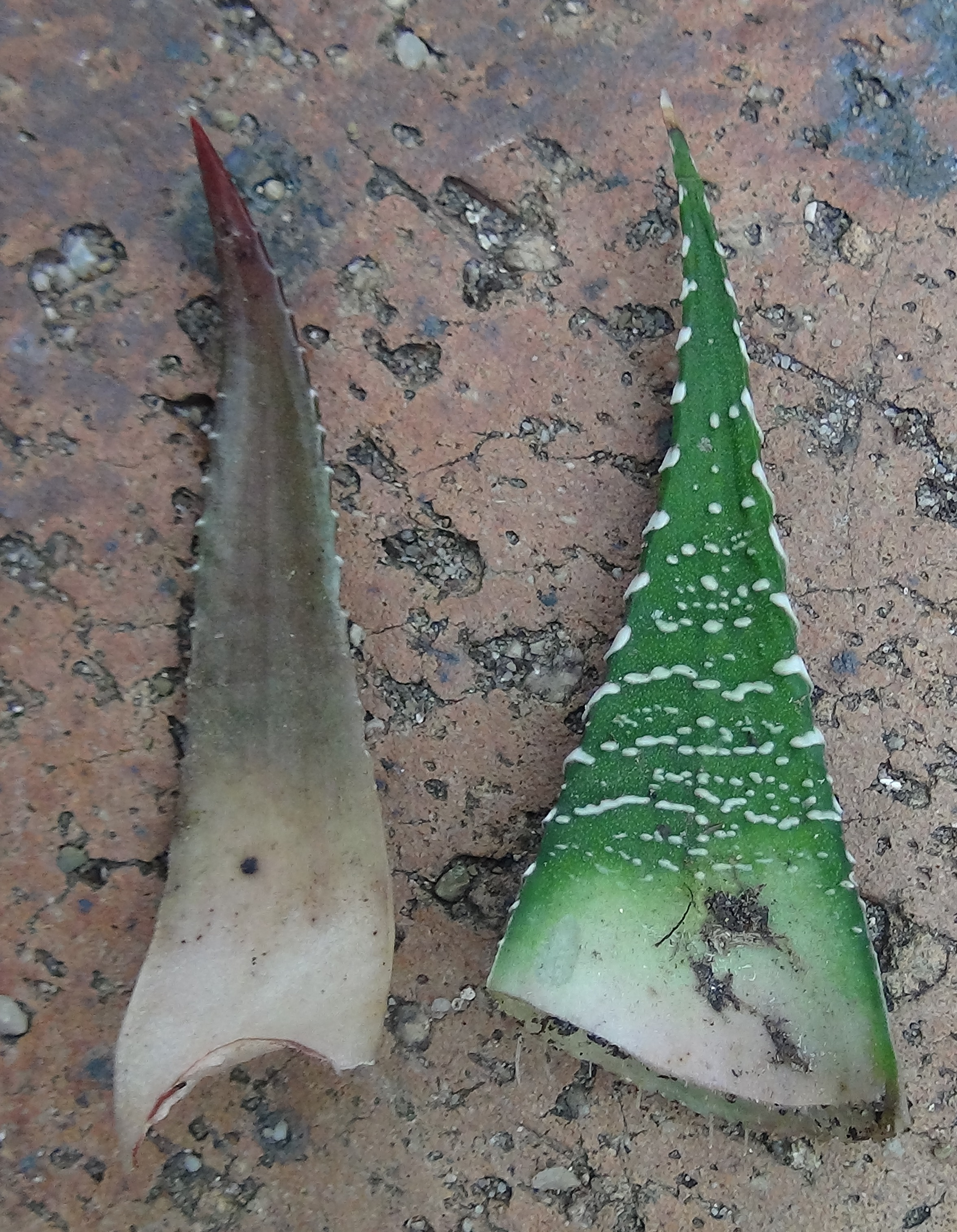
Hojas de H. fasciata a la izquierda y H. attenuata a la derecha
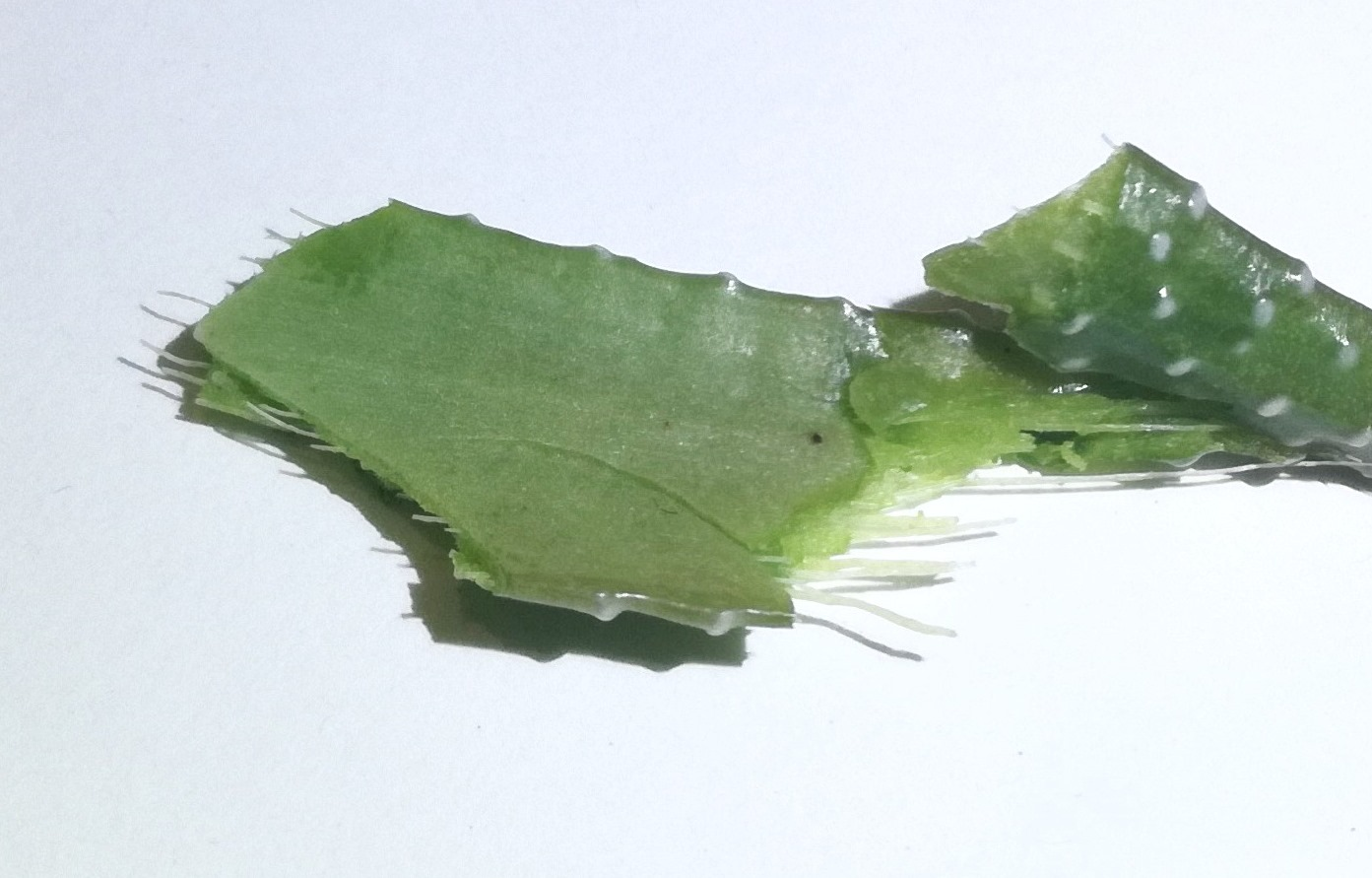
Fibras características en los extremos rotos de una hoja

## Distribución
Esta especie prefiere las arenas ácidas del tipo de vegetación fynbos, en la zona cercana a Port Elizabeth y Uitenhage, en el Cabo Oriental, Sudáfrica.

## Cultivares
- H. fasciata var. fasciata: variedad tipo[5]
- H. fasciata var. browniana: variedad con un color rojo oscuro[6]

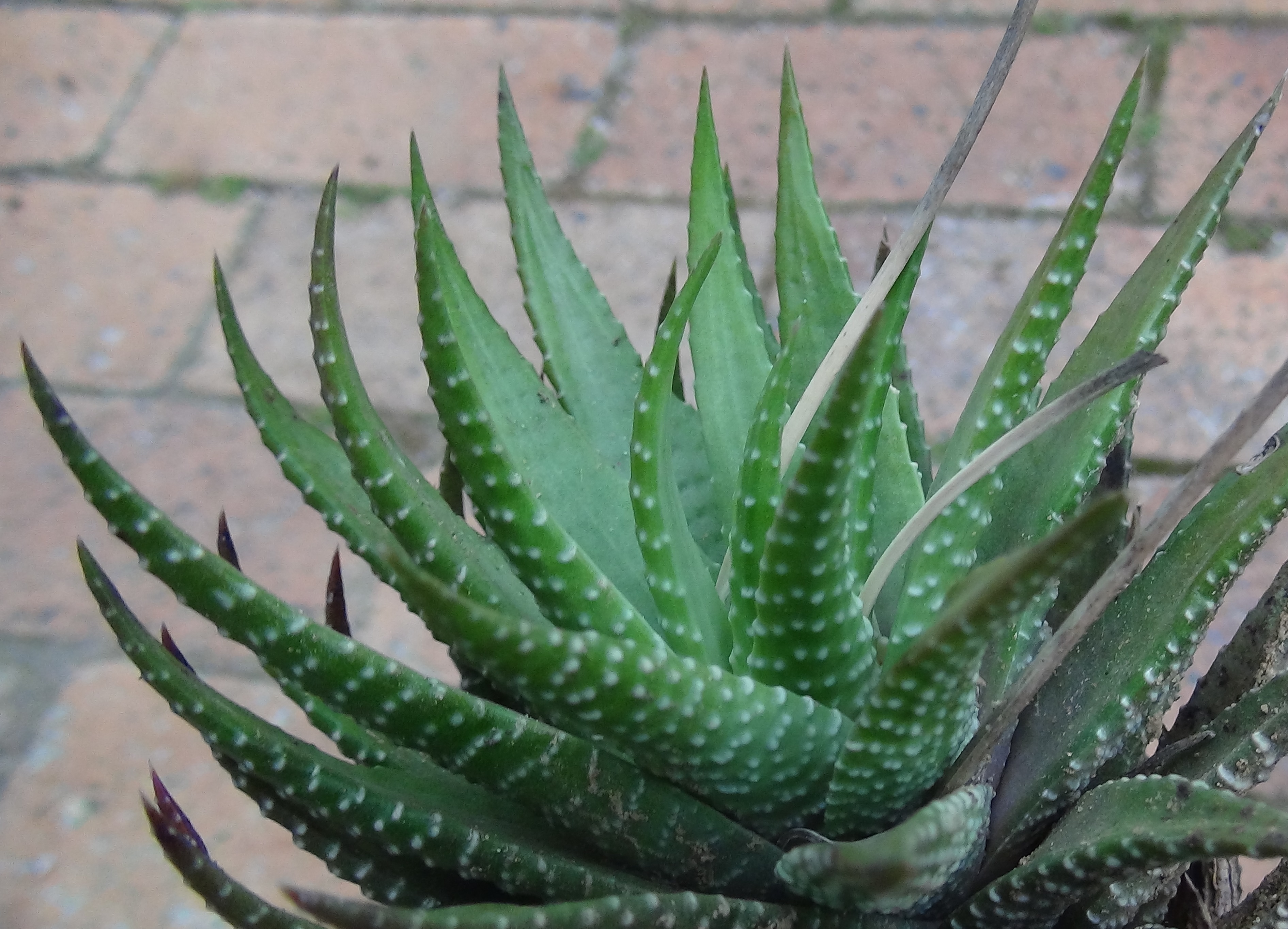
La forma típica
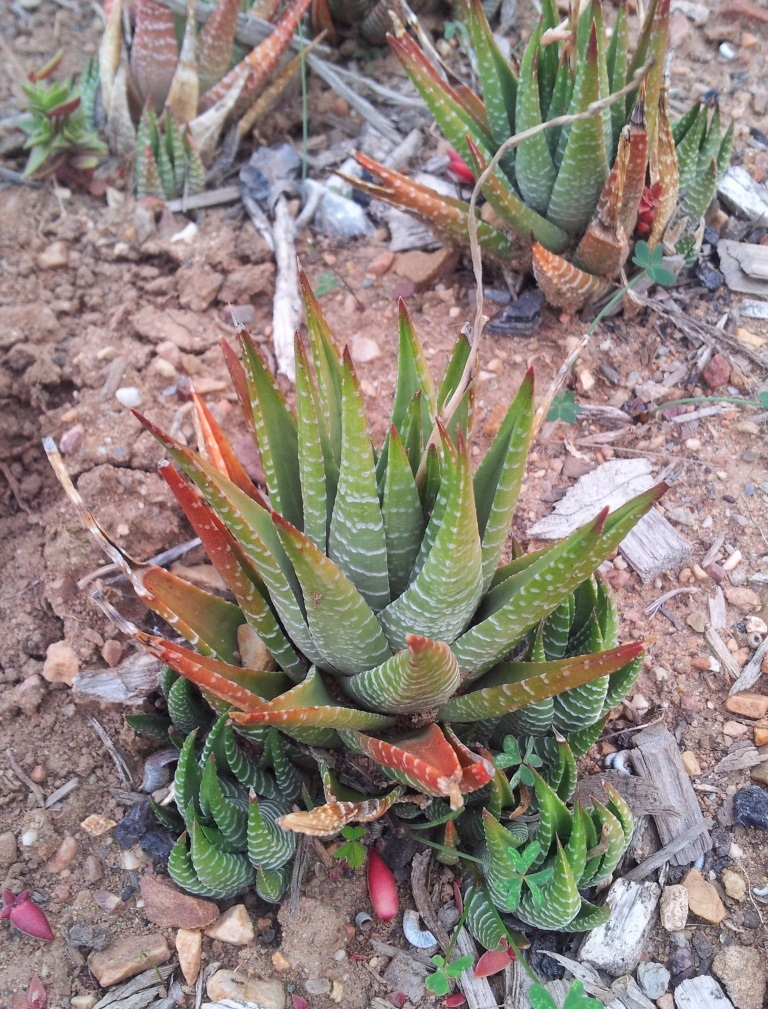
La forma de color rojo oscuro browniana